# Canal d'Aragó i Catalunya
El canal d'Aragó i Catalunya (antigament conegut com a canal de Tamarit) és una obra hidràulica singular, tant per la mateixa magnitud de la infraestructura implicada com pel volum de terres irrigades: 95.000 ha. El propietari actual del canal d'Aragó i Catalunya és la Confederació Hidrogràfica de l'Ebre, i la zona regable s'organitza a la Comunitat General de Regants, que al seu torn, agrupa 134 comunitats de regants.
El seu recorregut comença a Olvena on recull aigua del riu Éssera des del pantà de Barasona (també anomenat de Joaquim Costa), i acaba desembocant al Segre a l'altura de la Granja d'Escarp fent un recorregut de 134 km. Un canal secundari anomenat canal de Saidí fa 47,4 km. El total de les catorze séquies principals que surten del canal d'Aragó i Catalunya sumen 139 km.
A la Catalunya estricta aquest regadiu comprèn els municipis segrianencs de Lleida, Almacelles, Almenar, Alguaire, Alcarràs, Seròs, Massalcoreig, Soses i Aitona, en una vasta zona de nord a sud que suma 43.440 ha.

## Història
Els projectes de fer un canal que regués àmpliament la Plana de Lleida daten ja del segle xviii, a l'època de Carles III. Sovint foren poc realistes perquè pretenien una construcció i un cabal d'aigua que permetessin no només un canal de reg sinó que també fos navegable i industrial, una idea que encara persistia el 1834. Després de gairebé dos segles de parlar-ne el govern espanyol va decidir materialitzar-lo el 1896 encarregant-ne la direcció del projecte a l'enginyer Rogelio de Inchaurrandieta: deu anys després el canal regava les primeres terres aragoneses, i a Catalunya arribaria el 1910.

## Dades[2]
- Demarcació: Lleida
- Superfície: 38.185 ha
- Procedència aigua: Superficial
- Dotació: Transformació – 8238 m3/ha/any

## Conreus
Afecta els conreus de fruita dolça, farratges i cereals.